# Марусі (баскетбольний клуб)
БК «Марусі» (грец. ΚΑΕ Μαρούσι) — баскетбольний клуб, що базується в Марусі, передмісті Афін, Греція. Клубні кольори — жовтий і чорний.

## Історія
Баскетбольний клуб «Марусі» — баскетбольна команда одного з найдавніших спортивних союзів Греції, заснованого 1896 року. Власне клуб заснований 1950 року в Марусі, північному передмісті Афін. Емблема команди повністю ідентична емблемі Класичного ліцею Анаврити — навчального закладу королівської родини, який підтримував міцні зв'язки з клубом.
БК «Марусі» зберігає за собою репутацію одного з найуспішніших національних клубів, беручи участь в A1 Етнікі, Кубку Греції та Євролізі. «Марусі» ставав другим за підсумками регулярної грецької першості в 2004 і 2005 роках, був фіналістом Кубка Греції в 2006. В сезоні 2000/2001 «Марусі» здобув Кубок Сапорти (у фіналі переможений французький «Шалон»); 2001/2002 — вихід у півфінал Кубка Корача (програш «Локомотиву», Мінеральні Води); 2003/04 — фіналіст розіграшу Євроліги (програш УНІКСу); 2004/05 — вихід до чвертьфіналу Кубка УЛЄБ (програш «Македонікос»); 2005/06 — чвертьфінал Кубка ФІБА-Європа (програш «Динамо», Санкт-Петербург).

## Досягнення
- Кубок Сапорти: чемпіон — 1 (2001).
- Кубок виклику ФІБА: фіналіст — 1 (2004).
- A1 Етнікі: фіналіст — 1 (2004).
- Кубок Греції: фіналіст — 2 (2002, 2006).

## Гравці «Марусі», що грали в НБА
Греція
- Васіліс Спануліс
- Андреас Глініадакіс

Інші країни
- Пет Бурк
- Дікі Сімпкінс
- Енді Тулсон
- Донелл Тейлор
- Ларрі Стюарт
- Кріс Оуенс
- Марті Конлон
- Генрі Тернер
- Джіммі Олівер
- Ашраф Амая
- Джіммі Олівер

## Відомі тренери
Греція
- Панайотіс Яннакіс
- Вангеліс Александріс
- Суліс Макропулос
- Костас Петропулос
- Йоргос Бартзокас

## Спонсори клубу
- Babis Vovos International Construction (1999–нині)
- Telestet (2001–03)
- Telecom Italia Mobile (2003–04)
- Honda (2004–06)
- Costa Coffee (2007–09)
- Turkish Airlines (2010–нині)